# Diana Russell, Duchess of Bedford

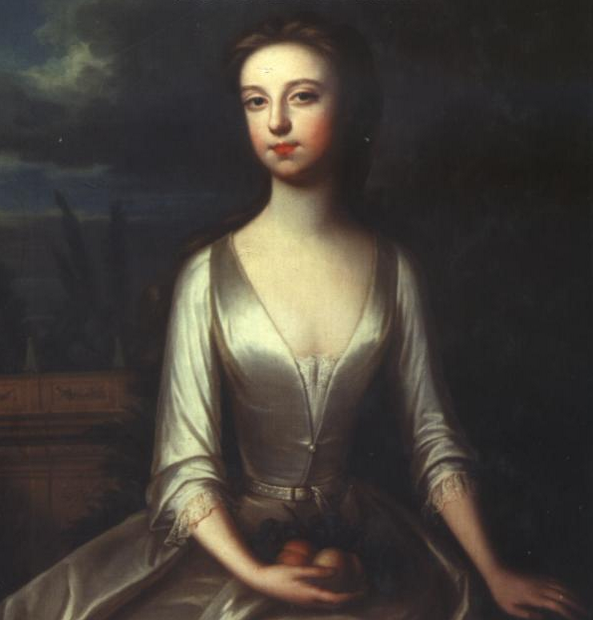
Lady Diana Spencer, Gemälde von Charles Jervas (vor 1731)

Diana Russell, Duchess of Bedford, geborene Lady Diana Spencer (* 31. Juli 1710 in London; † 27. September 1735 ebenda), war eine britische Adlige. Bekanntheit erlangte sie durch ihre gescheiterten Ehepläne mit dem damaligen Prince of Wales. Durch ihre 1731 geschlossene Ehe mit John Russell, 4. Duke of Bedford wurde sie 1732 zur Duchess of Bedford. Sie war eine Ururururgroßtante der nach ihr benannten späteren Princess of Wales, Lady Diana Spencer.

## Leben

### Kindheit und Jugend
Diana Spencer wurde als jüngstes von sechs Kindern des Staatsmannes Charles Spencer, 3. Earl of Sunderland und dessen zweiter Gattin Lady Anne Churchill geboren. Als Tochter eines Earls führte Diana seit Geburt das Höflichkeitsprädikat Lady. Die Familie Spencer erlangte zu jener Zeit zunehmenden Einfluss und Bekanntheit. Aus der ersten Ehe ihres Vaters hatte sie eine Halbschwester. Einer ihrer älteren Brüder war Charles Spencer, 3. Duke of Marlborough. Nach dem frühen Tod ihrer Mutter im Jahr 1716 heiratete ihr Vater noch im selben Jahr Judith Tichborne, mit der er weitere drei Kinder hatte, die aber jung starben. Nachdem auch ihr Vater 1722 gestorben war, kam Diana Spencer mit ihren Geschwistern in die Obhut ihrer Großmutter Sarah Churchill, Duchess of Marlborough.
Lady Diana Spencer, auch „Lady Di“ oder „Dear little Di“ genannt, betätigte sich in ihrer Jugend als Amanuensis für ihre Großmutter. Sie interessierte sich zudem früh für Musik, insbesondere für die Oper. Spencer verbrachte ihre Kindheit und Jugend auf dem Familienanwesen Althorp sowie im Londoner Sunderland House, in dessen Nachbarhaus häufig Kunstschaffende wie Georg Friedrich Händel zu Gast waren. Eine frühe Aufführung von Händels Sosarme (gelistet unter dem ursprünglichen Titel Fernando) der Opera of the Nobility wurde im Februar 1734 ihr gewidmet. Spencer galt als intelligent, charismatisch und attraktiv. Ihre Großmutter merkte 1723 an, dass ihre Enkelin über „mehr Verstand als jede andere mir bekannte Person meines Geschlechts“ verfügen würde.

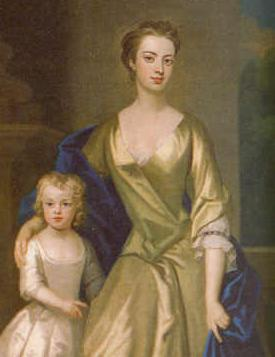
Lady Diana Spencer mit ihrer Mutter Anne (Gemälde von Godfrey Kneller, vor 1716)
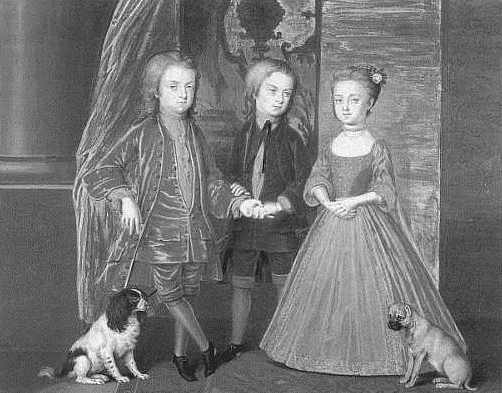
Lady Diana Spencer mit ihren Geschwistern (Gemälde von Bernard Lens, 1720)
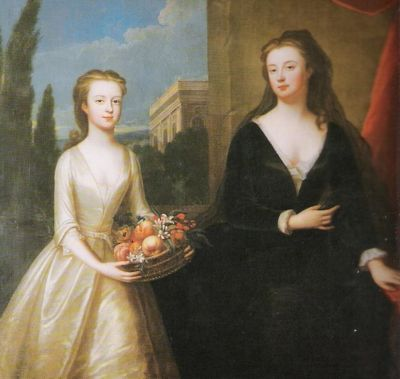
Lady Diana Spencer neben ihrer Großmutter (Gemälde von Maria Verelst, 1744)

### Eheanträge und geplante Hochzeit mit dem Prince of Wales

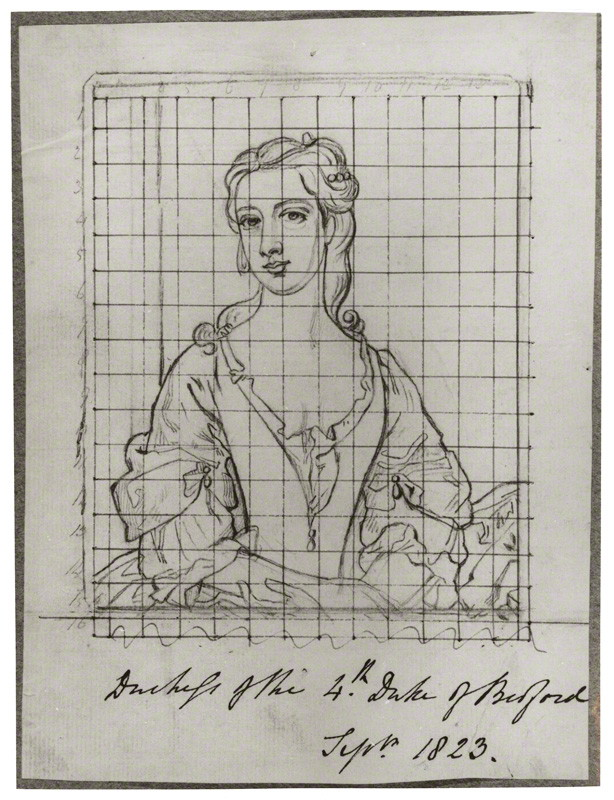
Bleistiftskizze von Lady Diana Spencer (Henry Bone, September 1823)

Aufgrund des Einflusses der Familie Spencer und ihrer Verwandtschaft mit der Duchess of Marlborough galt Diana Spencer als gute Partie in Adelskreisen. So versuchte Charles Seymour, 6. Duke of Somerset vergebens, sie mit seinem Enkelsohn zu vermählen. Auch andere Adlige wie Thomas Thynne, 2. Viscount Weymouth bekundeten Interesse an einer Ehe mit Spencer, scheiterten aber ebenfalls in ihrem Vorhaben. Philip Stanhope, 4. Earl of Chesterfield schickte 1731 einen schriftlichen Antrag an Spencers Großmutter, in dem er sie um ihre Genehmigung für eine Eheschließung erbat. Doch auch sein Ersinnen wurde abgelehnt.

“The person, the merit and the family of Lady Diana Spencer are objects so valuable that they must necessarily have (...) caused many such applications of this nature to Your Grace.”

„Die Person, die Verdienste und die Familie von Lady Diana Spencer sind so wertvolle Objekte, dass sie zwangsläufig (...) viele solcher Anwendungen dieser Art bei Euer Gnaden hervorgerufen haben müssen.“

Kurze Zeit später erkrankte Diana Spencer an Skrofulose und musste operiert werden, um durch die Krankheit entstandene Hautgeschwülste zu kaschieren.
Diana Spencer verbrachte während ihrer Kindheit viel Zeit mit den Kindern von Georg II. und pflegte durch ihre Großmutter auch später noch einen engen Kontakt zur Königsfamilie. Sarah Churchill plante heimlich eine Eheschließung ihrer Enkeltochter mit dem Thronfolger Friedrich Ludwig von Hannover. Die Pläne hierfür schritten weit voran: Windsor Castle wurde als Ort der Vermählung bestimmt, auch ein genauer Termin stand bereits fest. Dem in Geldsorgen befindlichen Prince of Wales wurde die hohe Summe von 100.000 Pfund angeboten, wenn er der Ehe zustimmte. Der amtierende Premierminister Robert Walpole, der eine vom europäischen Festland stammende Braut als zukünftige Princess of Wales bevorzugte, erfuhr jedoch durch Spione von den Hochzeitsplänen. Er schritt daraufhin ein und verhinderte so eine Eheschließung. Die Umstände dieser gescheiterten Hochzeitspläne blieben lange der Bevölkerung verborgen, erst Walpoles Sohn Horace Walpole, 4. Earl of Orford machte sie Jahrzehnte später öffentlich.

### Ehe mit dem Duke of Bedford

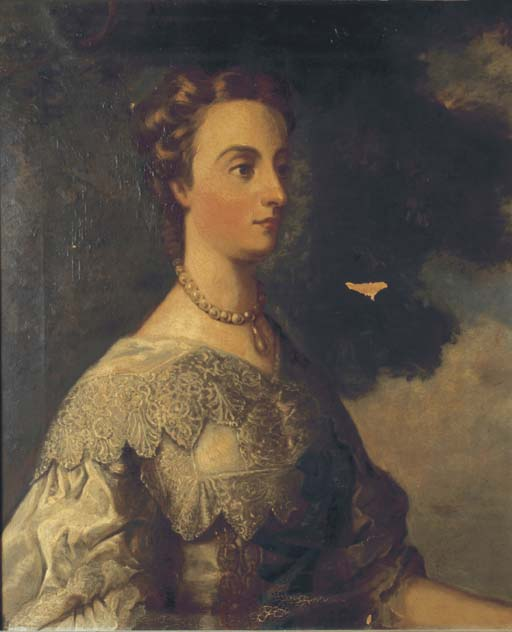
Diana, Duchess of Bedford (Gemälde von Thomas Hudson, nach 1732)

Nach der erfolglosen Ehevermittlung mit dem Prince of Wales gab Spencers Großmutter ihre Zustimmung für eine Ehe ihrer Tochter mit dem gleichaltrigen Lord John Russell, dem Anwärter auf den Titel des Duke of Bedford. Die Eheschließung fand am 11. Oktober 1731 statt. Die Mitgift der Braut betrug 30.000 Pfund sowie die Aussicht auf weitere 100.000 Pfund nach dem Ableben ihrer Großmutter. Bereits ein Jahr später, am 23. Oktober 1732, starb Dianas Schwager Wriothesley Russell, 3. Duke of Bedford, kinderlos. Ihr Gatte wurde dadurch der 4. Duke of Bedford und Diana Russell war fortan Duchess of Bedford. Neben dem Adelstitel erbte ihr Gatte auch die umfangreichen Ländereien der Familie, einschließlich des Familiensitzes Woburn Abbey. Da ihr Schwager in Spanien starb, erreichte Russell die Nachricht seines Todes verspätet. Kurz zuvor war die hochschwangere Duchess von ihrer Kutsche gestürzt, was zu einer verfrühten Geburt ihres Sohnes John führte. Er starb noch am selben Tag. Laut John Hervey, 2. Baron Hervey wurde der Tod des Säuglings vor der psychisch angeschlagenen Duchess geheim gehalten. Ein „Ersatzkind“ sollte den Eindruck erwecken, dass ihr Sohn noch am Leben sei, ehe sich ihr psychischer Zustand verbesserte und man ihr die Wahrheit sagen konnte.
Diana Russell musste weitere private Rückschläge hinnehmen: Ihre zweite Schwangerschaft endete in einer Fehlgeburt. Darunter litt ihre Ehe mit dem Duke of Bedford, der versessen darauf war, endlich Vater eines Titelerben zu werden. Russell hielt zu diesem Zeitpunkt weiter einen engen, schriftlichen Kontakt zu ihrer ratgebenden Großmutter, die über sämtliche Vorgänge in der Familie auf dem Laufenden gehalten wurde und weiter großen Einfluss hatte.

### Tod und Nachleben
Im Frühjahr 1735 erkrankte Diana Russell, die ihr Unwohlsein zunächst für Symptome einer möglichen dritten Schwangerschaft hielt. Schnell wurde jedoch klar, dass die Duchess an Tuberkulose litt. Ihr gesundheitlicher Zustand verschlechterte sich rapide, sie verlor drastisch an Gewicht. Auf Anraten ihrer Großmutter wurde sie ins Londoner Stadthaus der Familie, Southampton House (auch als Bedford House bezeichnet) am Bloomsbury Square, gebracht. Dort starb Diana Russell am 27. September 1735 im Alter von nur 25 Jahren. Sie hinterließ keine Kinder.
Russells Großmutter Sarah Churchill, die in Trauer und Wut um den Verlust ihrer Enkeltochter einen Großteil der Briefkorrespondenz verbrannte, machte den Duke of Bedford für den frühen Tod Diana Russells verantwortlich. Der mit Blei ausgekleidete Sarg mit dem Leichnam der Duchess of Bedford wurde in einer Prozession auf einer Lafette durch die Straßen gefahren und anschließend auf dem St. Michael’s Churchyard im Dorf Chenies in Buckinghamshire beigesetzt. Der Duke of Bedford heiratete zwei Jahre später abermals und wurde Vater des von ihm sehnlichst erwarteten Titelerben.
Diana Russells Bruder Hon. John Spencer ist der Ururururgroßvater von John Spencer, 8. Earl Spencer, der 1961 seiner neugeborenen Tochter den Namen Diana in Anlehnung an die gleichnamige Ahnin gab. Anders als ihre Namensgeberin heiratete Diana Spencer 1981 den Prince of Wales und wurde so zur Princess of Wales, ehe sich das Paar 1996 scheiden ließ. Diana starb ein Jahr später bei einem Autounfall in Paris. Mehrfach wurden hierbei die Ähnlichkeiten in den Biografien der zwei Frauen hervorgehoben: Beide wuchsen in Althorp auf, verloren in jungen Jahren ihre Mutter, wurden dem damaligen Prince of Wales als Gattin vorgeschlagen und starben beide verfrüht.